# Spodoptera capicola
Spodoptera capicola är en fjärilsart som beskrevs av Herrich-Schäffer 1854. Spodoptera capicola ingår i släktet Spodoptera och familjen nattflyn. Inga underarter finns listade i Catalogue of Life.